# 科特萊尼克山
科特萊尼克山是塞爾維亞的山峰，位於該國中部，處於摩拉维察区和舒馬迪亞區接壤的邊界，鄰近克拉列沃，該山峰海拔高度749米。